# 柴内康文
柴内 康文（しばない やすふみ、1970年 - ）は、日本の社会心理学者、東京経済大学コミュニケーション学部教授。専門は社会心理学、メディア・コミュニケーション論。

## 人物・来歴
千葉市生まれ。1989年千葉県立千葉高等学校卒業。1994年に東京大学文学部を卒業し、1999年に東京大学大学院人文社会系研究科博士課程単位取得退学。この間、1993年から1997年にかけて、東京大学社会情報研究所研究生として学び、1997年と1998年にはミシガン大学で行われた計量的手法による政治・社会調査の夏季プログラムに Program Scholar として参加した。
1999年に同志社大学文学部専任講師となり、2002年に助教授へ昇任し、2007年に制度変更により准教授となった。2012年、東京経済大学コミュニケーション学部教授。
パソコン通信の全盛期から、インターネット普及の初期段階へと、コンピュータを介して行うコミュニケーション (CMC) への関心を持ち、社会的ネットワーク、社会関係資本（ソーシャル・キャピタル）といった論点からの議論を展開している。
インターネット普及の初期段階であった1990年代には、血液型性格分類を批判するウェブサイト「血液型を書くのはやめましょう」（後の「血液型-性格関連説について」）の運営者としても知られていた。また、「副業でシーザーサラダ研究家をやっている」と称し、「シーザーサラダ友の会」というウェブサイトも運営している。

## 主な業績

### 共著
- ネットワーキング・コミュニティ、東京大学出版会、1997年
- 情報行動の社会心理学、北大路書房、2001年
- 戦後世論のメディア社会学、柏書房、2003年

### 訳書
- ロバート・D・パットナム、孤独なボウリング、柏書房、2006年